# Artassenx
Artassenx är en kommun i departementet Landes i regionen Nouvelle-Aquitaine i sydvästra Frankrike. Kommunen ligger i kantonen Grenade-sur-l'Adour som tillhör arrondissementet Mont-de-Marsan. År 2022 hade Artassenx 260 invånare.

## Befolkningsutveckling
Antalet invånare i kommunen Artassenx
Referens:INSEE